# Энингайоки
Энингайоки — река в России, протекает по Финляндии и Муезерскому району Карелии. Впадает в озеро Большое Ровкульское, из которого вытекает Омельянйоки. Длина реки составляет 21 км.
Река берёт начало из болота без названия, в 5 км к востоку от населённого пункта Векхалахти (Финляндия).

## Данные водного реестра
По данным государственного водного реестра России относится к Балтийскому бассейновому округу, водохозяйственный участок реки — Реки Карелии бассейна Балтийского моря на границе РФ с Финляндией, включая оз. Лексозеро. Относится к речному бассейну реки Реки Карелии бассейна Балтийского моря.
Код объекта в государственном водном реестре — 01050000112102000009956.